# Stéphane Proulx
Stéphane Proulx (ur. 12 grudnia 1965 roku w Sainte-Adèle, zm. 21 listopada 1993 roku w Sainte-Adèle) – kanadyjski kierowca wyścigowy.

## Kariera
Proulx rozpoczął karierę w wyścigach samochodowych w 1987 roku od startów w Kanadyjskiej Formule Ford 2000 oraz Formule Ford Quebec. Stawał tam odpowiednio dziewięcio- i trzykrotnie na podium, a sześcio- i trzykrotnie zwyciężał. Dorobek odpowiednio 255 i 60 punktów zdobył w obu seriach tytuły mistrzowski. W późniejszych latach pojawiał się także w stawce CASC Rothmans Porsche Turbo Cup, Formuły 3000, SCCA Toyota Atlantic Championship, Grand Prix Monako Formuły 3 oraz Francuskiej Formuły 3.
W Formule 3000 Kanadyjczyk startował w latach 1989-1990. W pierwszym sezonie startów w ciągu dwziewięciu wyścigów, w których wystartował, uzbierał łącznie dwa punkty. Dało mu to siedemnaste miejsce w klasyfikacji generalnej. Rok później Proulx nie zdobywał już punktów. Został sklasyfikowany na 26 pozycji w końcowej klasyfikacji kierowców.

## Śmierć
Proulx zmarł z powikłań wynikających z choroby wirusa HIV 21 listopada 1993 roku w Sainte-Adèle. Zmarł w wieku 27 lat. W dniu 3 kwietnia tego samego roku, brał udział w wyścigu Formuły Atlantic w Phoenix International Raceway, Proulx został uderzony w głowę przez koło utracone przez innego zawodnika. Doznał obrażeń głowy, z którego nigdy nie doszedł do siebie.